# Гъби
Вижте пояснителната страница за други значения на Гъба.
Гъбите (Fungi) са биологично царство еукариотни организми, неподвижно прикрепени, без хлорофил, листа и стъбла. Те са сухоземни форми, макар че развитието им изисква влага. Само най-примитивните от тях живеят във вода. Най-голяма група представляват почвените гъби. Други са паразити върху животни или растения. Трети се намират върху органични отпадъци, продукти, стъкло, дървесина. Няма материя, върху която не биха могли да се развият при наличие на топлина и влага. Тялото им е изградено от нишки (хифи). Съвкупността от хифи се определя като мицел. При по-нисшите организми мицелът е едноклетъчен. При едни форми клетките имат сферична форма с едно ядро (квасни гъбички), а при други мицелът има типичен вид – клетката е силно разклонена и многоядрена (хлебен мухъл). При по-висшите гъби мицелът е многоклетъчен (синьо-зелена плесен) и клетките са двуядрени.
Гъбите заедно с бактериите имат голямо значение за биосферата. Те разграждат органичните съединения чрез гниенето и минерализацията и ги довеждат до прости неорганични вещества. Така се затваря хранителната верига и неорганичните вещества могат да се усвоят от зелените растения за изграждане отново на органични съединения. Гъбите, особено почвените, спомагат за повишаване на почвеното плодородие. Микоризните гъби подпомагат храненето на дървесните и някои тревисти растения. Например орхидеята и салепът не могат да съществуват без симбиоза с микоризни гъби.
Науката за гъбите се нарича микология. Тя се занимава със систематично изследване на техните генетични и биохимични свойства, таксономията, използването им от хората като източник на храна, лекарства и психотропни вещества, както и опасността от отравяне или инфекция. За първи път описания на гъби са публикувани през 1729 г. в произведението Nova plantarum genera от италианския ботаник Пиер Антонио Микели (1679 – 1737).

## Основни характеристики
Преди появата на молекулярните методи за филогенетичен анализ, таксономистите приемат гъбите за част от царство Растения, поради някои сходства в техния начин на живот: както гъбите, така и растенията, са предимно неподвижни и имат известно подобие в общата морфология и средата на обитаване. Подобно на растенията, гъбите често растат в почвата, а някои от най-разпространените форми образуват биещи на очи плодни тела, които понякога наподобяват растения като мъховете. Днес гъбите се обособяват в самостоятелно царство, различно от тези на растенията и животните, от които те изглежда са се отклонили в своята еволюция преди 1 милиард години. Гъбите споделят някои морфологични, биохимични и генетични характеристики с други групи организми, докато други характеристики са специфични за тях и ясно ги разграничават от останалите царства.

### Общи характеристики
- С останалите еукариоти:

Както и при останалите еукариоти, клетките на гъбите имат ограничено с мембрана клетъчно ядро с хромозоми, които съдържат ДНК с некодиращи области (интрони) и кодиращи области (екзони). Освен това гъбите имат ограничени с мембрана цитоплазмени органели като митохондрии, стеролосъдържащи мембрани и рибозоми от тип 80S. Те използват характерен набор от разтворими въглехидрати и акумулиращи съединения, включително полиоли (например манитол), дизахариди (например трехалоза) и полизахариди (например гликоген, който се среща и при животните).
- С животните:

Гъбите нямат хлоропласти и са хетеротрофни организми, използващи като източник на енергия вече образувани органични съединения.
- С растенията:

Гъбите имат клетъчна стена и вакуоли. Размножават се както полово, така и безполово, и подобно на нисшите растения, като папратите и мъховете, образуват спори. Подобно на мъховете и водораслите, гъбите обикновено имат хаплоидно ядро.
- С еугленидите и бактериите:

Висшите гъби, еугленидите и някои бактерии отделят аминокиселината L-лизин чрез характерни стъпки на биосинтез, известни като алфа-аминоадипатен път.
Клетките на повечето гъби израстват като тръбовидни удължени и подобни на нишки структури и се наричат хифи. Те могат да съдържат множество ядра и да се удължават в краищата си. Всеки край съдържа група натрупани секреторни мехурчета (клетъчни образувания, съставени от белтъци, липиди и други органични молекули). Както гъбите, така и оомицетите растат чрез нишковидни хифни клетки. За разлика от тях подобно изглеждащи организми като нишковидните зелени водорасли растат чрез последователно клетъчно делене, образувайки верига от клетки.
Както някои растителни и животински видове, повече от 60 вида гъби извършват биолуминесценция.

### Специфични характеристики
- Някои видове гъби растат като едноклетъчни дрожди, които се размножават чрез пъпкуване или делене. Диморфните гъбички могат да растат както като дрожди, така и като хифи, според условията на околната среда.
- Гъбичната клетъчна стена е съставена от глюкани и хитин. Глюканите се срещат в растенията, а хитинът – в екзоскелета на членестоногите, но гъбите са единствените организми, които съчетават и двете структурни молекули в клетъчната си стена.
- Гъбичните клетъчни стени не съдържат целулоза, за разлика от тези на растенията и оомицетите.
- Гъбите нямат структури за пренос на вода и хранителни вещества на големи разстояния подобни на ксилема и флоема в растенията.

## Устройство
Пигментираната клетъчна обвивка е изградена от хитиново вещество или (при някои по-нисши видове) от целулоза и пектин. В клетките на гъбите липсват хлоропласти. В клетките като резервно вещество не се натрупва скорбяла както при растенията, а гликоген и мазнини характерни за животните. Както при растенията мицела нараства непрекъснато с връхната си част и има неограничен растеж. При гушестите гъби тялото има по-дебели хифи, които в плодните тела са плътно долепени, образуващи по-твърда материя на пънчето и гуглата.

## Хранене
Гъбите се хранят несамостойно, т.е. вземат наготово органични вещества от околната среда. Според начина си на хранене те се разделят на сапрофитни, паразитни и микоризни гъби:
- Сапрофитните гъби приемат хранителни вещества от хранителни продукти, умрели животни и гниещи вещества. Такава гъба е например хлебния мухъл. Благодарение на тях се подпомага разлагането на остатъците от организмите и превръщането им в минерални соли.
- Паразитните гъби се развиват и хранят върху или в живи растения, животни и дори други гъби. Такива са например главовата ръжда, моравото рогче и лозовата мана, а от ядливите гъби – пъстървата, зимната припънка, сярната гъба и пънчушката. Последната е полупаразит и се развива често върху стари пънове, тъй като отчасти се храни от мъртва дървесина. Към неядливите (неупотребявани за храна) лечебни гъби срещащи се в България спадат и Чага (Inonotus obliquus, паразитира върху брези), Рейши (Ganoderma lucidum, обикновено върху срязани пънове т.е. паразитно-сапрофитна) като тук се срещат и други видове Ganoderma.
- Микоризните гъби се развиват по корените на дърветата, чрез оплитане на крайните коренчета или проникване в коровия им слой. По този начин те действат като коренови власинки и подпомагат всмукването на вода и минерални соли в дървото, а в замяна на това получават храна, витамини, аминокиселини и биологичноактивни вещества.

Между паразитите и сапрофитите няма рязка граница. Често пъти взаимоотношенията между паразита и гостоприемника са симбиотични.
При някои видове гъби образуването на плодно тяло е невъзможно без връзка с дървета. Други видове съжителстват с различни видове дървета, като например:
- манатарка с габър, бреза, бук, смърч;
- масловка и червена млечница с иглолистни дървета;
- брезовка с бреза.

## Размножаване
Гъбите се размножават чрез спори – едноклетъчни образувания, които могат да възникнат както по полов, така и по безполов път. Спорите при гъбите са предимно неподвижни. При малка група от примитивните гъби се срещат зооспори.
При безполовото размножаване спорите се образуват по няколко начина:
- Мицелът на главните и ръждите се развива предимно в тялото на житните растения. Техните спори се образуват чрез разпадане на тялото им.
- Пъпкуване. Например при квасните гъбички, вследствие на благоприятни условия в тестото (много храна, топлина и влага), майчината клетка образува пъпчица, т.е. нова дъщерна клетка, а тя от своя страна – друга дъщерна. Това става толкова бързо, че дъщерните клетки не успяват да се откъснат от майчините и правят верижки. Бързото размножаване и активните жизнени процеси са причина за отделяне на голямо количество въглероден диоксид (СО2), който образува мехурчета (тестото втасва).
- На отделни хифи, които се разполагат отвесно нагоре, се формират топчести вмесилища. В тях се образуват до 10 000 черни спори. Това приспособление се нарича спорангий. Разпространяването на спорите се подпомага от движението на въздуха (хлебна мухъл).
- При синьо-зелената плесен върху изправени хифи се изграждат спори, но не в спорангии, а в отделни кичурчета със синьо-зелен цвят.
- Най-висшите гъби (гуглестите) образуват спори в специални плодни тела с пънче и гугличка. Самият мицел се намира в почвата. От долната страна на гугличката, под плодното месо се образуват спори, те са невидими за невъоръжено око (стотици от тях се събират на върха на игла), видим е споровия прашец. Елементите на висшите гъби (шапка, плодно месо, ламели, пънче, було, мицел) са характерни за всеки отделен вид и определят класификацията им. Ламелите могат да бъдат под формата на пластинки (мухоморка, булка, печурка, сърнела, пачи крак, копринка и др.), при други това са тръбички (дяволска гъба, манатарка, масловка, обикновена брезовка). Трети имат шипчета (рогатка). Във всички тези случаи гугличката служи за предпазване на спорите от намокряне, което би затруднило тяхното разпространение.

Половото образуване на спорите е характерно за по-нисшите гъби. При най-примитивните размножаването се извършва чрез полови клетки – гамети. Гаметите могат да се намират в специални полови органи, но в повечето случаи става сливане на две вегетативни клетки. Когато се доближат две хифи на два мицела, се сливат клетки – извършва се оплождане и се образува слята спора (зигота). Такива спори има лозовата мана в края на лятото. Наричат се зимни, тъй като тяхната понижена жизненост им дава възможност да преживеят трудните зимни условия.

## Класификация
Въпреки че традиционно са включвани в курсове и учебници по ботаника, днес се смята, че гъбите са по-тясно свързани с животните, отколкото с растенията, и се обединяват с тях в монофилетичната група Opisthokonta. Анализите, базирани на молекулярна филогенетика, показват, че самата група на гъбите е монофилетична. През последните десетилетия таксономията на гъбите е в постоянно движение във връзка с новите изследвания, използващи сравнения на ДНК. Традиционните класификации, основани на морфологията, често се променят с нови, следващи филогенията на таксоните.
В света няма общоприета система на най-горните таксономични нива при гъбите и промените на наименования на нивата над вид са често явление. Дори някои видове имат по няколко различни наименования, в зависимост от жизнения им цикъл или формата на размножаване. През последните години изследователите правят опити за изграждане и въвеждане в употреба на унифицирана и по-консистентна таксономична номенклатура.
През 2007 г., в резултат на мащабните усилия на десетки миколози и други учени, работещи в областта на таксономията на гъбите, е разработена нова класификация на царство Гъби. Тя разграничава 7 типа, два от които са обединени в подцарството Dikarya (вижте схемата вдясно).

### Отдели
- Blastocladiomycota T.Y. James, 2007
- Chytridiomycota M.J. Powell, 2007
- Glomeromycota C. Walker & A. Schuessler, 2001
- Микроспоридии (Microsporidia) Balbiani, 1892
- Neocallimastigomycota M.J. Powell, 2007
- Торбести гъби (Ascomycota) Caval-Sm, 1998
  - Pezizomycotina O.E. Erikss. & Winka, 1997
  - Saccharomycotina O.E. Erikss. & Winka, 1997
  - Taphrinomycotina O.E. Erikss. & Winka, 1997
- Базидиеви гъби (Basidiomycota) R.T. Moore, 1980
  - Agaricomycotina Doweld, 2001
  - Pucciniomycotina Bauer, Begerow, 2006
  - Ustilaginomycotina Bauer, Begerow, 2006

## Еволюция
За разлика от растенията и животните, ранните фосилни находки на гъбите са оскъдни. За това допринася устройството на гъбните плодни тела: те са меки, месести, състоят се от лесно разграждащи се тъкани, а повечето структури имат микроскопични размери. Вкаменелостите на гъбите са трудни за разграничаване от вкаменелостите на други микроорганизми и най-лесно се идентифицират, когато приличат на съвременните гъби.
Най-ранните фосили, притежаващи характеристики, типични за гъби, се отнасят към протерозойския еон, преди около 1 милиард и 430 милиона години. Тези многоклетъчни бентосни организми са с нишковидна структура с прегради и са способни на анастомоза. Проучвания от 2009 г. оценяват появата на гъбни организми на около 760 – 1060 млн. години въз основа на сравнение на скоростта на отделяне на тясно свързаните групи. През голяма част от палеозойската ера (542 – 251 млн. години) гъбите, изглежда, са били водни и са се състояли от организми, подобни на днешните Chytridiomycota по спорите, снабдени с камшиче. Еволюционната адаптация от воден към сухоземен начин на живот създава разнообразие от екологични стратегии за получаване на хранителни вещества, включително паразитизъм, сапрофитство и развитие на мутуализъм (като микориза и лишеи). Последните (2009 г.) проучвания показват, че екологичното състояние на предците Ascomycota е било сапрофитство и че формирането на лишеи е настъпило няколко пъти независимо едно от друго.
Гъбите вероятно са колонизирали сушата през камбрия (542 – 488.3 млн. г.), дълго преди сухоземните растения. Вкаменени хифи и спори от периода ордовик (460 млн. г.), намерени в Уисконсин, приличат на съвременните Glomerales и са съществували в момент, когато земната флора вероятно се е състояла от неваскуларни растения, подобни на бриофитите. Prototaxites, най-вероятно гъби или лишеи, са били най-високите организма от края на силура. Гъбните вкаменелости не са типични и безспорни до началото на девона (416 – 359.2 млн. г.), когато са в изобилие, най-вече представени от Zygomycota и Chytridiomycota. Приблизително по същото време, преди около 400 млн. години, Ascomycota и Basidiomycota се разделят, а всички съвременни класове гъби възникват до късния карбон (Пенсилвания, 318.1 – 299 млн. г.).

## Микотоксини
Много гъби са продуценти на биологично активни химични съединения, повечето от които са с токсични свойства за животни или растения, поради което самите вещества се означават като микотоксини. От практическо значение са микотоксините, продуцирани от някои плесени водещи до разваляне на храни, както и токсините продуцирани от отровните гъби. Известни примери са химичните съединения, откривани при гъбите от род Amanita, ергоалкалоидите от моравото рогче , афлатоксините и мощните канцерогени синтезирани от представители на рода Aspergillus .
Гъбите отделят антибиотици, за да се защитават срещу бактерии.
През 1928 година, ключов експеримент, осъществен от Александър Флеминг показва, антибиоза срещу бактерии от страна на гъби от рода Penicillium. Флеминг постулира, че ефекта се дължи на присъствието на антибактериално химично съединение, което той нарича пеницилин.
Микотоксините са вторични метаболити, т.е. не са жизнено необходими за развитието на продуциращите ги организми. Съществуват обаче целенасочени експерименти с гъби за повишаването на продукцията на определени химични съединения, в това число и микотоксини, с цел промишленото им получаване .

## Значение за човека
| Производство в тона. (Данните са от ОПЗ) |           |       |           |       |
|                                          |           |       |           |       |
|                                          | 2003      | 2003  | 2004      | 2004  |
| Китай                                    | 1 309 455 | 41 %  | 1 360 501 | 41 %  |
| САЩ                                      | 391 000   | 12 %  | 391 000   | 12 %  |
| Нидерландия                              | 263 000   | 8 %   | 260 000   | 8 %   |
| Франция                                  | 165 647   | 5 %   | 170 000   | 5 %   |
| Полша                                    | 120 000   | 4 %   | 120 000   | 4 %   |
| Испания                                  | 115 165   | 4 %   | 115 165   | 4 %   |
| Италия                                   | 90 000    | 3 %   | 90 000    | 3 %   |
| Канада                                   | 78 018    | 2 %   | 80 000    | 2 %   |
| Великобритания                           | 77 100    | 2 %   | 80 000    | 2 %   |
| Ирландия                                 | 69 000    | 2 %   | 70 000    | 2 %   |
| Япония                                   | 67 000    | 2 %   | 67 000    | 2 %   |
| Други държави                            | 470 938   | 15 %  | 507 406   | 15 %  |
| Всичко                                   | 3 216 323 | 100 % | 3 311 072 | 100 % |

Ядливите гъби са служели за храна на човека още от древни времена. Древногръцкият учен Теофраст, живял през 370 – 285 г. пр.н.е., описва в трудовете си печурката, трюфелите и много други гъби. Гъбите са били поднасяни не само на народната трапеза, но и на хановете и царете. Те се консумират основно заради хранителната им стойност, която е сходна с тази на зеленчуците и продуктите от животински произход. Подобно на плодовете и зеленчуците, те съдържат голямо количество вода – около 84 – 92% и сухо вещество – около 8 – 16%. Богати са на белтъчини, минерални соли, мазнини, витамини (B1, РР, D и А) и други вещества, и по своите вкусови качества заемат едно от първите места между храните от растителен произход.
Значението на гъбите за човека е разностранно. Много видове низши гъбички се използват за получаване на различни ценни вещества, антибиотици, лимонена киселина, и др. Приготвянето на вина, пиво, хляб и др., става чрез участието на гъбички, които предизвикват различни ферментации.
Има много ядливи гъби, които редовно се отглеждат и събират в световен мащаб. През 2000 г. те се отглеждат в най-малко 60 страни, като Китай, САЩ, Холандия, Франция и Полша са петте най-големи производители в света. Събирането на ядливи гъби в природата е свързано с необходимостта от много знания, опит и наблюдателност. При това се срещат непрекъснато все нови и нови непознати видове гъби.
Особено добре трябва да се познават отровните видове гъби. Токсичността им причинява от леки храносмилателни проблеми, алергични реакции и халюцинации до тежки органни увреждания и смърт. Най-опасните гъби, съдържащи смъртоносни токсини са от родовете Conocybe, Galerina, Lepiota и Мухоморка (Amanita). Последният род включва бялата (A. virosa) и зелената мухоморка (A. phalloides), които се срещат и в България. Отравянето от тях се проявява след около 10 – 12 и повече часа, и в повечето случаи завършва трагично.
Преди да се приеме, че дадена дива гъба е годна за консумация, тя трябва да се идентифицира. Правилното идентифициране на даден вид гъба е единственият сигурен начин да се гарантира годността ѝ за консумация. Въпреки това някои гъби, които са годни за повечето хора може да предизвикат алергични реакции или хранително отравяне при други хора. Също така в много ядливи гъби, които растат в замърсени места, могат да се натрупат замърсители като тежки метали и отново да доведат до хранително отравяне. Наличието на голямо количество вода в тях е предпоставка за бързото им разваляне. Поради тази причина, отравяния с гъби стават не само с отровни, но също и с много престояли ядливи видове, т.е. гъбите трябва да се консумират възможно най-пресни или да се консервират.
Някои от отровните гъби приличат твърде много на ядливи видове, затова се наричат двойници. Най-често срещаните отровни двойници в България са:
- Бяла (A. virosa) и зелена мухоморка (A. phalloides) – бъркат се с полска печурка.
- Дяволска гъба (B. satanas) – бърка се с обикновена манатарка.
- Лъжлива млечница (L.torminosus) – бърка се с обикновена млечница.
- Червена мухоморка (A. muscaria) – бърка се с гъба булка.
- Бяла отровна орешарка (C. dealbata) – бърка се с обикновена челядинка.
- Горчива миризливка (O. olearius) – бърка се с пачи крак.
- Лъжлива пънчушка (H. fasciculare) – бърка се със зимна припънка.
- Отровна сърнела (C. molybdites) – бърка се с ядлива сърнела.
- Пантерка (A. pantherina) – бърка се с бисерна гъба.
- Бледо-червена гълъбка (R. emetica) – бърка се с червена гълъбка.

### Хранителна стойност
| Таблица на хранителните вещества на някои ядливи гъби (Хранителна стойност за 100 g в суров вид) | Таблица на хранителните вещества на някои ядливи гъби (Хранителна стойност за 100 g в суров вид) | Таблица на хранителните вещества на някои ядливи гъби (Хранителна стойност за 100 g в суров вид) | Таблица на хранителните вещества на някои ядливи гъби (Хранителна стойност за 100 g в суров вид) | Таблица на хранителните вещества на някои ядливи гъби (Хранителна стойност за 100 g в суров вид) | Таблица на хранителните вещества на някои ядливи гъби (Хранителна стойност за 100 g в суров вид) | Таблица на хранителните вещества на някои ядливи гъби (Хранителна стойност за 100 g в суров вид) | Таблица на хранителните вещества на някои ядливи гъби (Хранителна стойност за 100 g в суров вид) |
|                                                                                                  | Кладница                                                                                         | Печурка                                                                                          | Зимненка                                                                                         | Шийтаке                                                                                          | Майтаке                                                                                          | Смръчкула                                                                                        | Пачи крак                                                                                        |
| ------------------------------------------------------------------------------------------------ | ------------------------------------------------------------------------------------------------ | ------------------------------------------------------------------------------------------------ | ------------------------------------------------------------------------------------------------ | ------------------------------------------------------------------------------------------------ | ------------------------------------------------------------------------------------------------ | ------------------------------------------------------------------------------------------------ | ------------------------------------------------------------------------------------------------ |
| Енергия, kcal                                                                                    | 33                                                                                               | 22                                                                                               | 37                                                                                               | 34                                                                                               | 31                                                                                               | 31                                                                                               | 38                                                                                               |
| Основни, %                                                                                       |                                                                                                  |                                                                                                  |                                                                                                  |                                                                                                  |                                                                                                  |                                                                                                  |                                                                                                  |
| Белтъчини                                                                                        | 3.31                                                                                             | 3.09                                                                                             | 2.66                                                                                             | 2.24                                                                                             | 1.94                                                                                             | 3.12                                                                                             | 1.49                                                                                             |
| Мазнини                                                                                          | 0.41                                                                                             | 0.34                                                                                             | 0.29                                                                                             | 0.49                                                                                             | 0.19                                                                                             | 0.57                                                                                             | 0.53                                                                                             |
| Наситени                                                                                         | 0.062                                                                                            | 0.05                                                                                             | 0.02                                                                                             | -                                                                                                | 0.03                                                                                             | 0.065                                                                                            | -                                                                                                |
| Мононенаситени                                                                                   | 0.031                                                                                            | 0                                                                                                | 0                                                                                                | -                                                                                                | 0.03                                                                                             | 0.052                                                                                            | -                                                                                                |
| Полиненаситени                                                                                   | 0.123                                                                                            | 0.16                                                                                             | 0.09                                                                                             | -                                                                                                | 0.09                                                                                             | 0.433                                                                                            | -                                                                                                |
| Въглехидрати                                                                                     | 6.09                                                                                             | 3.26                                                                                             | 7.81                                                                                             | 6.79                                                                                             | 6.97                                                                                             | 5.1                                                                                              | 6.86                                                                                             |
| Захари                                                                                           | 1.11                                                                                             | 1.98                                                                                             | 0.22                                                                                             | 2.38                                                                                             | 2.07                                                                                             | 0.6                                                                                              | 1.16                                                                                             |
| Влакна                                                                                           | 2.3                                                                                              | 1                                                                                                | 2.7                                                                                              | 2.5                                                                                              | 2.7                                                                                              | 2.8                                                                                              | 3.8                                                                                              |
| Вода                                                                                             | 89.18                                                                                            | 92.45                                                                                            | 88.34                                                                                            | 89.74                                                                                            | 90.37                                                                                            | 89.61                                                                                            | 89.85                                                                                            |
| Витамини, mg                                                                                     |                                                                                                  |                                                                                                  |                                                                                                  |                                                                                                  |                                                                                                  |                                                                                                  |                                                                                                  |
| Витамин A                                                                                        | 0.002                                                                                            | 0                                                                                                | -                                                                                                | -                                                                                                | 0                                                                                                | 0                                                                                                | -                                                                                                |
| Витамин B1                                                                                       | 0.125                                                                                            | 0.081                                                                                            | 0.225                                                                                            | 0.015                                                                                            | 0.146                                                                                            | 0.069                                                                                            | 0.015                                                                                            |
| Витамин B2                                                                                       | 0.349                                                                                            | 0.402                                                                                            | 0.2                                                                                              | 0.217                                                                                            | 0.242                                                                                            | 0.205                                                                                            | 0.215                                                                                            |
| Витамин B3                                                                                       | 4.956                                                                                            | 3.607                                                                                            | 7.032                                                                                            | 3.877                                                                                            | 6.585                                                                                            | 2.252                                                                                            | 4.085                                                                                            |
| Витамин B6                                                                                       | 0.11                                                                                             | 0.104                                                                                            | 0.1                                                                                              | 0.293                                                                                            | 0.056                                                                                            | 0.136                                                                                            | 0.044                                                                                            |
| Витамин B9                                                                                       | 0.038                                                                                            | 0.017                                                                                            | 0.048                                                                                            | 0.013                                                                                            | 0.021                                                                                            | 0.009                                                                                            | 0.002                                                                                            |
| Витамин C                                                                                        | 0                                                                                                | 2.1                                                                                              | 0                                                                                                | -                                                                                                | 0                                                                                                | -                                                                                                | -                                                                                                |
| Витамин D                                                                                        | 0.0007                                                                                           | 0.0002                                                                                           | 0.0001                                                                                           | 0.0004                                                                                           | 0.0281                                                                                           | 0.0051                                                                                           | 0.0053                                                                                           |
| Витамин Е                                                                                        | 0                                                                                                | 0.01                                                                                             | 0.01                                                                                             | -                                                                                                | 0.01                                                                                             | -                                                                                                | -                                                                                                |
| Минерали, mg                                                                                     |                                                                                                  |                                                                                                  |                                                                                                  |                                                                                                  |                                                                                                  |                                                                                                  |                                                                                                  |
| Калций, Ca                                                                                       | 3                                                                                                | 3                                                                                                | 0                                                                                                | 2                                                                                                | 1                                                                                                | 43                                                                                               | 15                                                                                               |
| Желязо, Fe                                                                                       | 1.33                                                                                             | 0.5                                                                                              | 1.15                                                                                             | 0.41                                                                                             | 0.3                                                                                              | 12.18                                                                                            | 3.47                                                                                             |
| Магнезий, Mg                                                                                     | 18                                                                                               | 9                                                                                                | 16                                                                                               | 20                                                                                               | 10                                                                                               | 19                                                                                               | 13                                                                                               |
| Фосфор, P                                                                                        | 120                                                                                              | 86                                                                                               | 105                                                                                              | 112                                                                                              | 74                                                                                               | 194                                                                                              | 57                                                                                               |
| Калий, K                                                                                         | 420                                                                                              | 318                                                                                              | 359                                                                                              | 304                                                                                              | 204                                                                                              | 411                                                                                              | 506                                                                                              |
| Натрий, Na                                                                                       | 18                                                                                               | 5                                                                                                | 3                                                                                                | 9                                                                                                | 1                                                                                                | 21                                                                                               | 9                                                                                                |
| Цинк, Zn                                                                                         | 0.77                                                                                             | 0.52                                                                                             | 0.65                                                                                             | 1.03                                                                                             | 0.75                                                                                             | 2.03                                                                                             | 0.71                                                                                             |